# Казинка (Белгородская область)
Кази́нка — село в Валуйском районе Белгородской области Российской Федерации. Административный центр Казинского сельского поселения.

## География
Расположено на реке Ураевка в 15 км от границы с Украиной, в 19 км к западу от города Валуйки и в 95 км к юго-востоку от Белгорода.
Через село проходит автодорога Валуйки — Харьков. В 11 км к востоку от села проходит ж.-д. линия Старый Оскол — Валуйки (ближайшая станция — Солоти).

## Население
| 1859 | 1897  | 2002  | 2010  |
| ---- | ----- | ----- | ----- |
| 2086 | ↗2228 | ↘1075 | ↘1020 |

## История
Село основано в 1697 году. По преданию, слобода Казинка получила свое название от того, что к началу XVII века в местности этой, ещё не заселенной, водилось множество диких коз. Ручей, протекающий в этих местах, назывался поэтому Казинским. А от названия ручья и село получило свое наименование.
В 1727 году в хутор прибыло из Украины около трехсот дворов. В связи с этим была построена деревянная церковь во имя Покрова Пресвятой Богородицы. Вскоре поставили две водяные мельницы. Для ведения монастырского хозяйства, Валуйского Успенско-Николаевского мужского монастыря был построен двор, для управления им поселен монах-казначей, к которому перешло и управление слободой. По этой причине часть слободы была названа Казначеевкой.
В самом начале XIX века в Казинку было переселено ещё около 80 дворов из Серпуховского уезда Московской губернии. Вновь поселенные дворы образовали Новую Казинку. Их стали называть Серпуховцами или Серпухами. Часть Серпуховцев была старообрядцами. Для себя они устроили старообрядческую часовню, в церковь не ходили. Население слободы стало смешанным (украинцы, русские).
В конце 1800-х годов во время сильной засухи в Казинке выгорела целая улица, огонь охватил и церковь. В 1898 году в слободе построили новую, тоже деревянную (во время коллективизации церковь в Казинке закрыли, помещение в разное время использовали под склад, клуб, библиотеку; в годы войны в ней возобновилось богослужение, но ненадолго, вскоре церковь разобрали и стройматериалы раздали на постройку хат).
К 1815 году в Казинке уже насчитывалось 168 дворов, с населением: 734 мужчины и 871 женщина. В 1864 году была открыта первая школа, в селе проводилось до 5 торговых ярмарок в год.
В советское время, в 1928 году в селе организован первый колхоз «Большевик». В нём объединились крестьяне всех населенных пунктов Казинского поселения: Старой Казинки, Новой Казинки, Рябиков, Богомолова, Затишка, Мокрого Лога, Пролеска, Барвинка, Редкодуба, Соколова, Кучугура, Евграфовки. Председателем был избран Макаров Константин Емельянович.
В годы войны село было оккупировано, освобождено в январе 1943 года.
В настоящее время в Казинке имеются: школа, детский сад, центр ОВП, сельский Дом Культуры, библиотека, спортивный клуб. Есть храм в честь Иконы Казанской Божией Матери.